# Labochirus proboscideus
Labochirus proboscideus är en spindeldjursart som först beskrevs av Butler 1872.  Labochirus proboscideus ingår i släktet Labochirus och familjen Thelyphonidae. Inga underarter finns listade i Catalogue of Life.